# Izydor Zorzano
Izydor Zorzano (hiszp. Isidoro Zorzano, ur. 13 września 1902 w Buenos Aires, zm. 15 lipca 1943 w Madrycie) – Czcigodny Sługa Boży Kościoła katolickiego, argentyński inżynier, kolejarz, jeden z pierwszych członków Opus Dei.

## Życiorys
Do organizacji wstąpił w 1930, jako numerariusz (choć wówczas jeszcze to określenie nie istniało). Był rówieśnikiem i szkolnym  kolegą św. Josemarii Escrivy, założyciela Opus Dei. Jest pierwszym z członków Dzieła, którego proces beatyfikacyjny się rozpoczął.
Z wykształcenia był inżynierem cywilnym, działalnością zawodową był związany z Hiszpanią.  Umarł w opinii świętości, ze względu na jego pobożne i przykładne życie oraz dobrze wykonywaną pracę.
21 grudnia 2016 papież Franciszek ogłosił dekret o heroiczności jego cnót. Tym samym Izydor Zorzano został uznany Czcigodnym Sługą Bożym.